# Петар Лукић
Петар Л. Лукић (Жлијебац, 1. јануар 1948) је протојереј-ставрофор Српске православне цркве и старешина Саборне цркве Светог арханђела Михаила у Београду

## Биографија
Петар Лукић је рођен 1. јануара 1948. године у селу Жлијебац код Братунца. Основну школу је завршио у Факовићима и потом Призренску богословију Светог Кирила и Методија. Завршио је студије на Православном богословском факултету Универзитета у Београду и рукоположен у ђакона 1971. године у Тузли.
Од 1971. до 1982. године је служио у Бијељини, да би тада био одређен за старешину Саборне цркве у Београду.
Обавља дужност председника Првог београдског певачког друштва, најстаријег хора у Србији, које делује под покровитељством патријарха српског Иринеја. Налази се и на челу Православног пастирско-саветодавног центра Архиепископије београдско-карловачке.
Добитник је Златне значке коју додељује Културно-просветна заједница Србије 2015. године.

### Породица
Протојереј-ставрофор Петар Лукић се у јавности истакао заступањем породичних вредности и класичних схватања брака и породице.
Његов старији син Александар Лукић је завршио Православни богословски факултет Универзитета у Београду и ради као вероучитељ. Млађи син се зове Немања.